# Вигольтинген

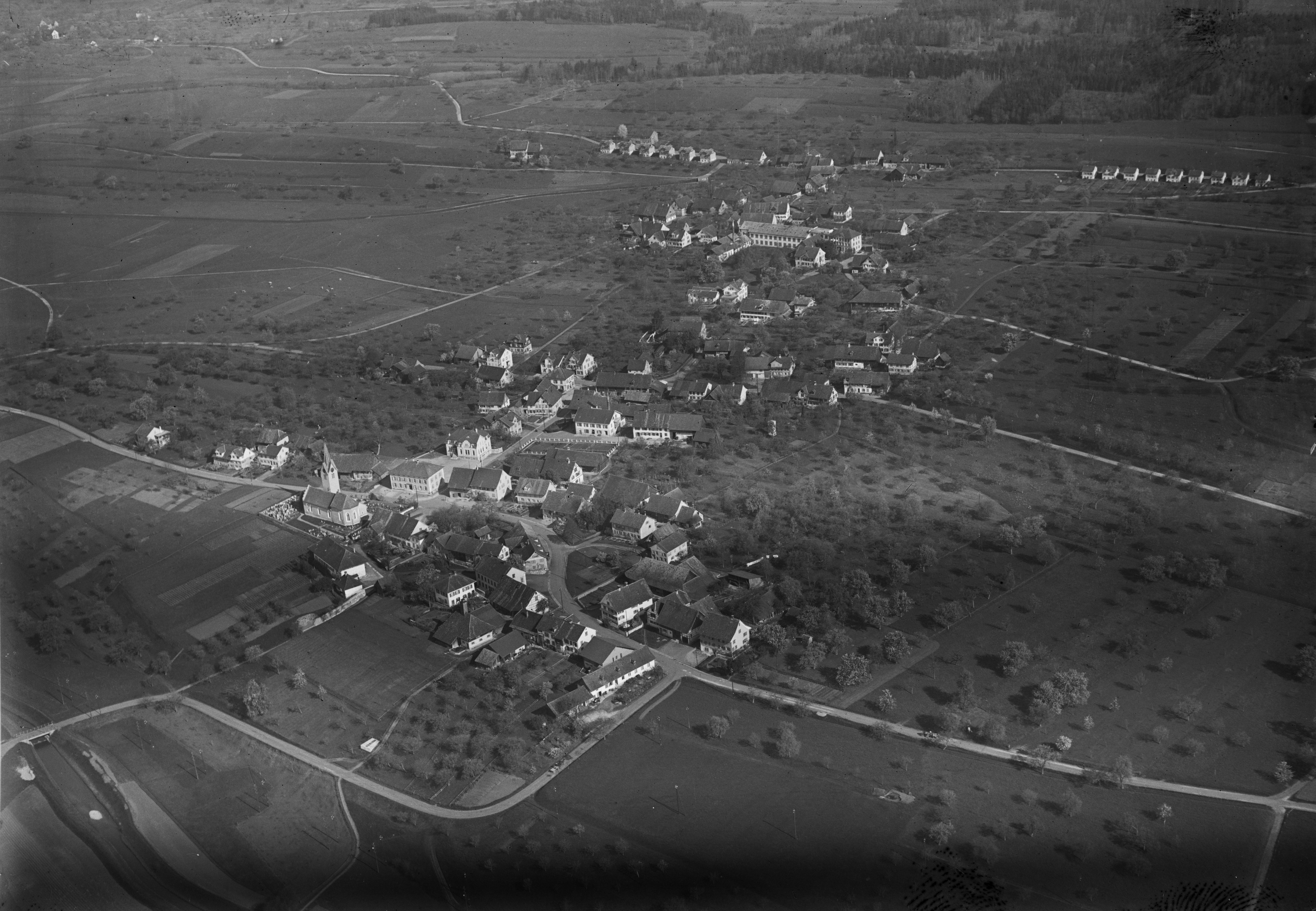
Вигольтинген в 1924 году, снимок Вальтера Миттельхольцера (нем. Walter Mittelholzer)

Вигольтинген (нем. Wigoltingen) — коммуна в Швейцарии, в кантоне Тургау. 
Входит в состав округа Вайнфельден. Население составляет 2558 человек (по состоянию на 31 декабря 2020 года). В деревне Мюльхайм-Вигольтинген, входящей в коммуну, в 2018 году по данным переписи населения проживало 105 человек. Из них около четверти были иностранными гражданами. 
Официальный код  —  4951.
В состав коммуны Вигольтинген также входят деревни Бонау, Энгванг, Ильхарт, Вагерсвиль, Ламперсвиль и Мюльхайм-Вигольтинген с одноимённой железнодорожной станцией Müllheim-Wigoltingen (см. информационная табличка).  

## Герб
Синий лемех на гербу коммуны символизирует его сельскохозяйственное прошлое. В левой стороне герба изображены три шестиконечных звезды красного цвета. Лев, расположенный на правой стороне герба отсылает на герб баронов Альтенклингена. 

## Сельское хозяйство

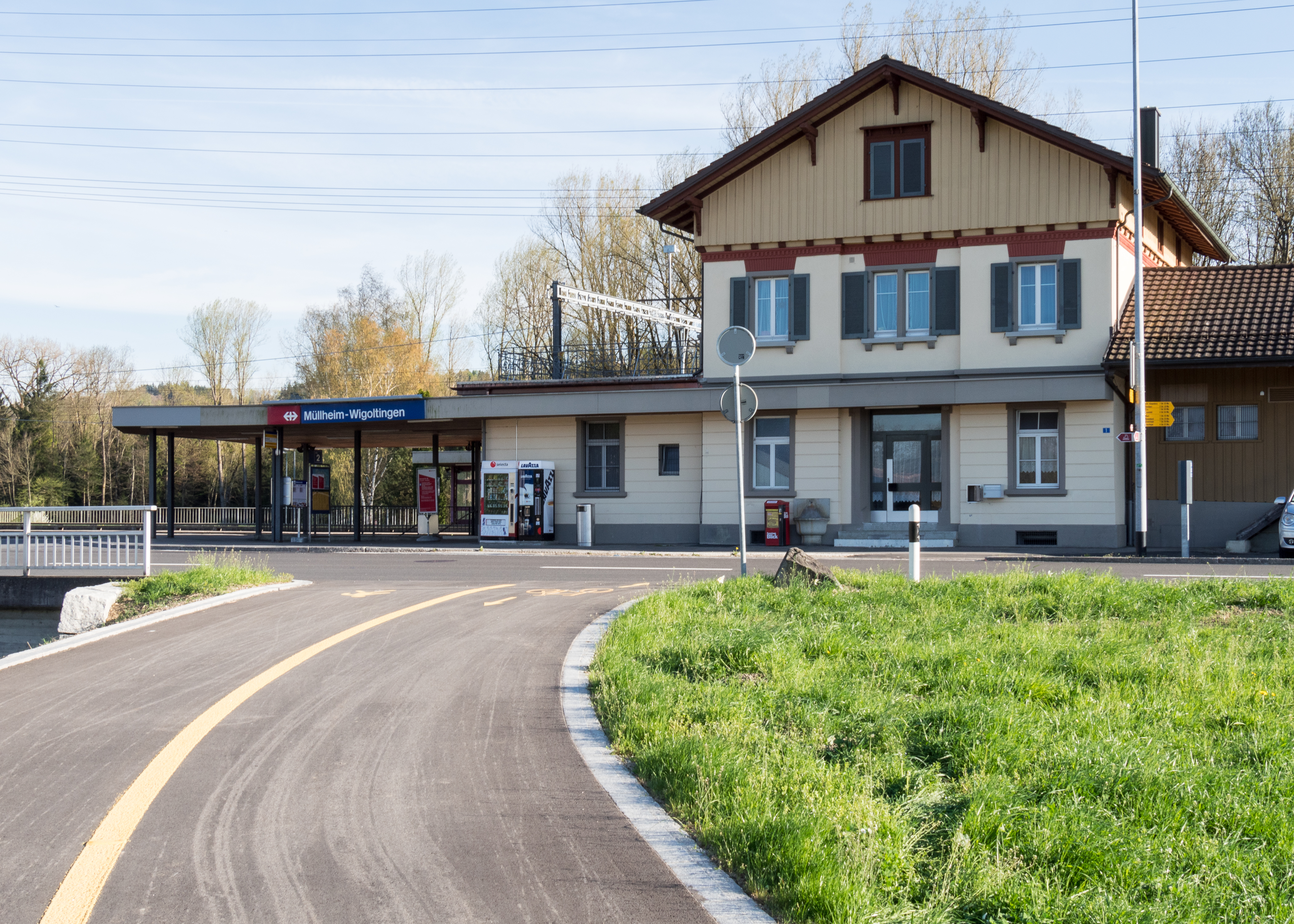
Железнодорожная станция Müllheim-Wigoltingen

Сельское хозяйство играет особенно важную роль в Вигольтинген. Около 75 процентов территории коммуны составляют сельскохозяйственные угодья. Производитель зерноперерабатывающих продуктов питания E. Zwicky AG (Официальный сайт Zwicky) расположен в деревне Хасли. Он начинанет свою историю от мельницы, которая до 1861 года работала на ручье Кемменбах. С того же года была добавлена водная энергия канала, ответвляющегося от реки Тур. В начале 20 века здесь находился цементный завод, одну из четырёх высоких дымовых труб которого можно было увидеть вплоть до 1960-х годов. 

## Железная дорога (инф. от 2022)
Вигольтинген-Мюльхайм содержат в себе железнодорожный вокзал Вигольтинген-Мюльхайм (SBB). Он расположен примерно в 1,5 километров от Вигольтинген в деревне Хасли (нем. Hasli). Станция является частью линии Фрауенфельд — Вайнфельден. Он имеет два перронных пути и обслуживается двумя поездами S-Bahn S24 и S30 цюрихского S-Bahn.

## Ссылки

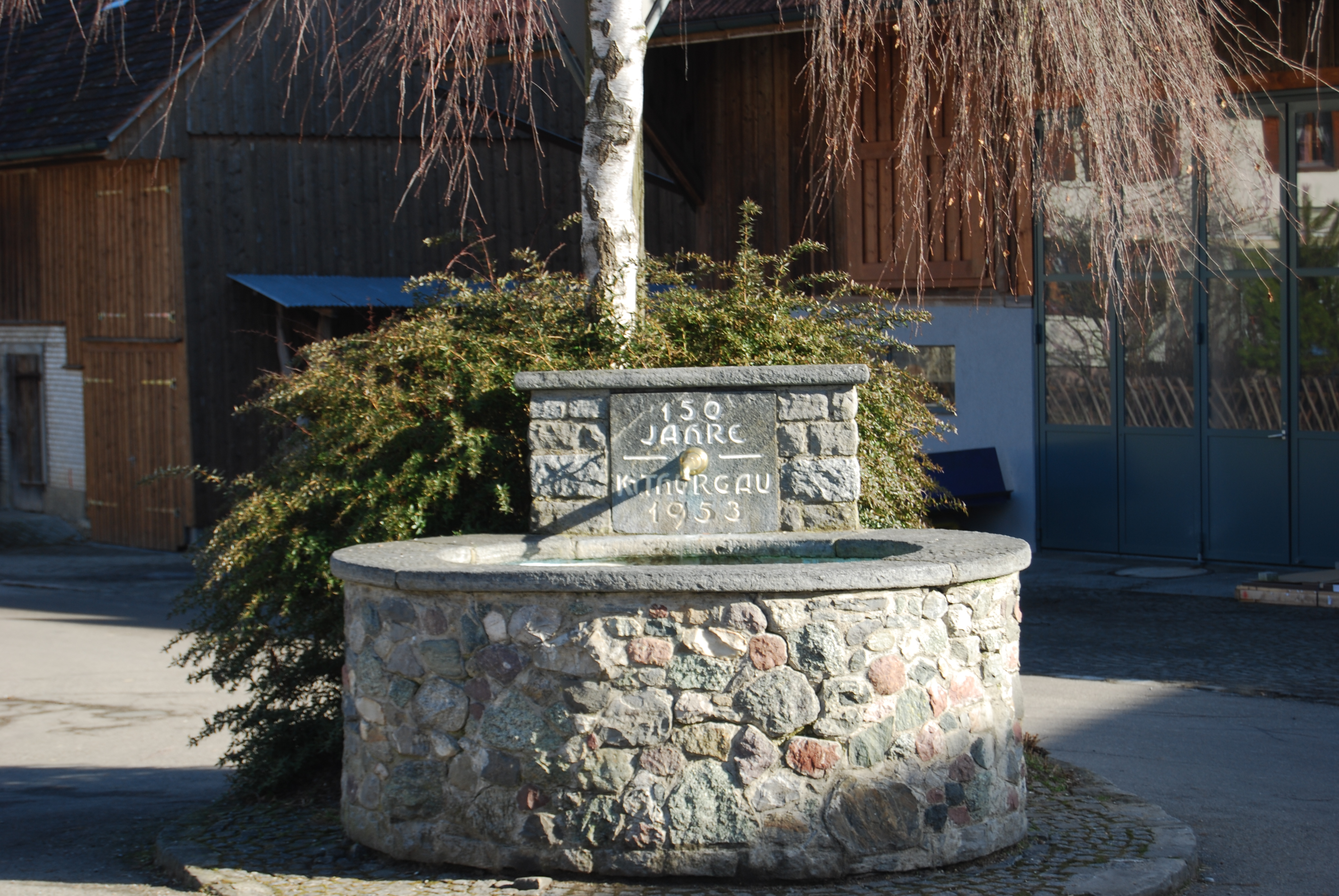
Фонтан в деревне Вагерсвиль, датируемый 1953 годом. Был создан в честь 150-летия кантона Тургау